# Doutnacia mols
Doutnacia mols is een springstaartensoort uit de familie van de Tullbergiidae van 0,4-0,5 mm lang. De wetenschappelijke naam van de soort is in 1998 beschreven door Fjellberg. D. mols heeft een slank lijf dat doet denken aan Mesaphorura. De huid is egaal fijnkorrelig. De twee gekromde anaalstekels zijn korter dan de klauwtjes. D. mols kan worden onderscheiden van de verwante soort D. xerophila doordat deze laatste wel pseudocelli heeft op het voorste thoraxsegment. De soort komt voor in open duinen in Denemarken tussen buntgras.